# 서진수
서진수(西進水, 2000년 10월 18일 ~ )는 대한민국의 축구 선수로 현재 대전 하나시티즌에서 센터포워드, 중앙 미드필더으로 활동 중이다.

## 클럽 경력
서진수는 제주 유나이티드의 유소년팀에 소속된 선수였다. 2019 시즌을 앞두고 제주의 우선지명을 받으면서 프로 선수 생활을 시작했다. 6월 21일 성남 FC와의 경기에서 교체 투입되면서 프로 데뷔전을 치렀다. 7월 10일 열린 FC 서울전에서 도움 해트트릭을 기록하며 팀의 4-2 승리를 이끌었다.
2021 시즌을 앞두고 군 문제 해결을 위해 김천 상무 FC에 입단했다.
2022 시즌 중 전역하여 제주로 복귀하였고, 울산과의 K리그 최종전에서 골을 기록하였다.

## 수상

### 팀

#### 제주 SK
- K리그2 우승: 2020

#### 김천 상무
- K리그2 우승: 2021